# Pete Robbins
Pete Robbins (Queens, 28 november 1978) is een Amerikaanse jazzsaxofonist en -componist.

## Biografie
Hij heeft opgetreden en opgenomen met Vijay Iyer, John Hollenbeck, John Zorn, Craig Taborn, Mario Pavone, Tyshawn Sorey, Ben Monder, Dan Weiss, Thomas Morgan, Melvin Sparks en Kenny Wollesen en trad op op festivals en clubs in de Verenigde Staten en in heel Europa. Voor zijn compositorische prestaties beloonde Chamber Music America Robbins met hun New Works: Creation and Presentation-subsidie en hun New Works: Encore-prijs. Robbins was gastpanellid bij de Brooklyn Arts Council en is decaan van het Brooklyn Conservatory of Music.

## Discografie
- 2001: Centric (Telepathy)
- 2006: Waits & Measures (Playscape)
- 2008: Do the Hate Laugh Shimmy (Fresh Sound)
- 2011: Live in Basel  (Hate Laugh)
- 2014: Pyramid (Hate Laugh)

- Biblioteca Nacional de España: XX4787961
- MusicBrainz: 78433837-36cf-47dc-8db0-99b45472aabf
- Virtual International Authority File: 169291368
- WorldCat: E39PBJqVYffVKHrpKTKrkYGrbd